# Jacob Kiplimo
Jacob Kiplimo, född 14 november 2000, är en ugandisk långdistanslöpare.

## Karriär
Kiplimo tävlade för Uganda vid olympiska sommarspelen 2016 i Rio de Janeiro, där han blev utslagen i försöksheatet på 5 000 meter.
I augusti 2021 vid OS i Tokyo tog Kiplimo brons på 10 000 meter. Han slutade även på 5:e plats på 5 000 meter. I juli 2022 vid VM i Eugene tog Kiplimo brons på 10 000 meter.
I februari 2023 vid terräng-VM i Bathurst tog Kiplimo guld i herrarnas individuella tävling.